# Washington Crossing the Delaware

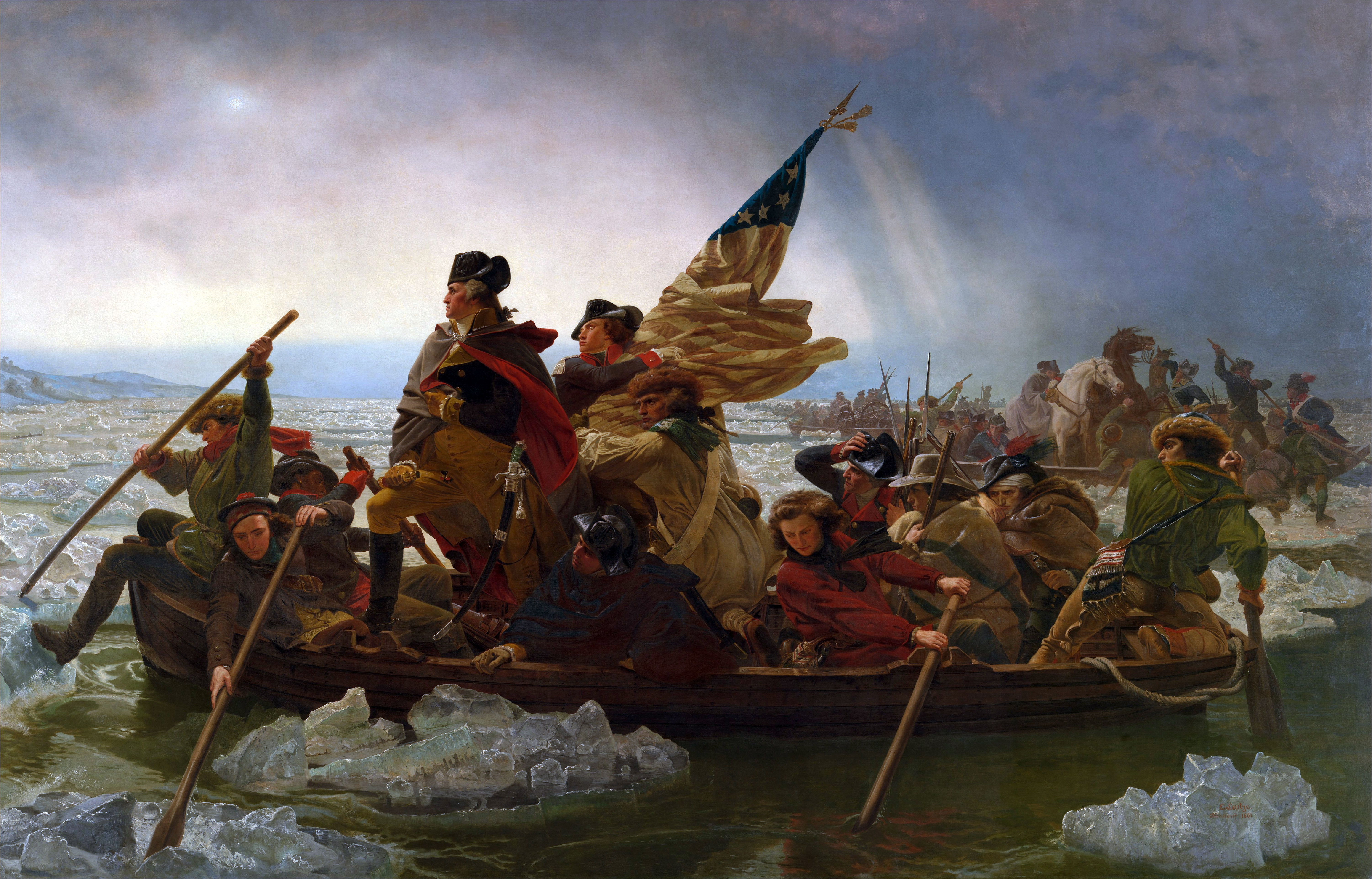
Washington Crossing the Delaware

Washington Crossing the Delaware  um quadro de 1851 pintado por Emanuel Gottlieb Leutze.
A tela retrata George Washington durante a Batalha de Trenton.
Em abril de 2022, a Christie's anunciou que a pintura menor será vendida em leilão em maio, por uma estimativa de pré-venda de US$ 15 a US$ 20 milhões.

## Literatura
- Anne Hawkes Hutton, Portrait of Patriotism: Washington Crossing the Delaware. Chilton Book Company, 1975. ISBN 0-8019-6418-0.  A detailed history of the painting, the actual crossing of the Delaware by American forces, and the life of Emanuel Gottlieb Leutze.
- David Hackett Fischer, Washington's Crossing. Oxford University Press, 2004. ISBN 0-19-517034-2. A detailed military history of George Washington's attack on Trenton; the introduction offers a close look at Leutze's painting.
- Barratt, Carrie Rebora (outono de 2011). «Washington Crossing the Delaware and the Metropolitan Museum». The Metropolitan Museum of Art Bulletin: 5–19
- Howat, John K. (março de 1968). «Washington Crossing the Delaware» (PDF). The Metropolitan Museum of Art Bulletin. 26 (7): 289–299. Consultado em 27 de janeiro de 2012